# Hugo III de Ampurias
Hugo III de Ampurias ( ? - 1173), conde de Ampurias (1154-1173).
Hijo de Ponce II de Ampurias y de Brunesilda, sucedió a su padre tras la muerte de este en 1154.
Se casó con Jusiana de Entenza, señora de Alcolea de Cinca con la que tuvo cuatro hijos:
- Ponce III de Ampurias (v 1135-1200) conde de Ampurias
- Ponce Hugo de Entença (? -1175), señor de Alcolea de Cinca
- Brunissenda de Ampurias
- María de Ampurias, casada con Jofre II de Rocabertí, vizconde de Rocabertí

La mala situación económica, heredada ya de su padre, provocó que empeñase la villa de Ullá en el obispado de Gerona en 1167.
| Predecesor: Ponce II | Conde de Ampurias 1154 - 1173 | Sucesor: Ponce III |

- Datos: Q2834394